# Wendlandsche Mühle
Die Wendlandsche Mühle, auch Wendlands Mühle oder Holländermühle an der Nordstraße, war eine Windmühle in Gehrden in der Region Hannover in Niedersachsen.

## Mühlen in Gehrden
Zur Zeit des Mühlenzwangs waren die Gehrdener Bauern verpflichtet, ihr Getreide in der etwa 23 km entfernten Calenberger Amtsmühle mahlen lassen.
Um Wegzeiten und Transportkosten zu sparen, wurden jedoch auch näher gelegene Mühlen genutzt.
Der Calenberger Amtsmüller beschwerte sich 1647, dass die Gehrdener die nur halb so fern gelegene Wassermühle an der Leine in Lohnde nutzten.
Ein Rezess legte 1726 fest, dass als Gegenleistung für die Abgabe von jährlich 10 Malter Roggen an die Amtsmühle eine eigene Mühle in Gehrden gebaut werden durfte. Daraufhin ließ der Flecken Gehrden 1728 eine Bockwindmühle am Köthnerberg errichten.
Das Amt Wennigsen stellte 1833 fest, dass die Gehrdener außer in Gehrden auch in den in Wassermühlen Vörie, Wennigsen und Bettensen sowie den Windmühlen Leveste und Ronnenberg mahlen ließen.
Die am Nordwestrand von Gehrden am Spehrsbach gelegene Wassermühle der Wüstung Spehr war Kniggesches Meiergut. Im Jahr 1857 wurde die Spehrsmühle stillgelegt und samt der Wasserrechte an die Zuckerfabrik Neuwerk verkauft.
Die Nachfrage, in Gehrden Getreide zu mahlen, stieg damals an.
Der Müller Struckmeyer kaufte 1863 die Gehrdener Bockwindmühle am Köthnerberg für 5600 Reichstaler.
Im Zuge der Industrialisierung im damaligen Königreich Hannover beantragten 1864 der Kaufmann Deichmann und der Ölmüller Gronemeyer die Genehmigung zum Bau einer Dampfmühle in Gehrden. Der Antrag wurde später wegen seiner geringen Erfolgsaussicht zurückgezogen.

## Wendlandsche Mühle

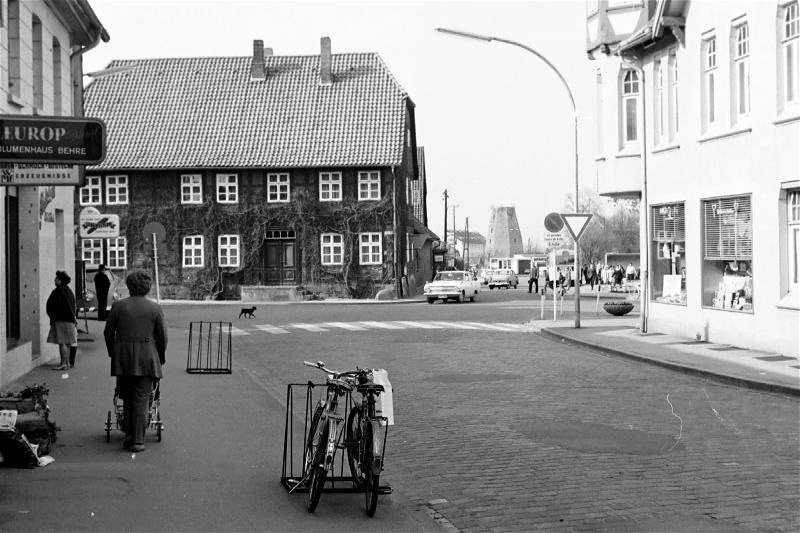
Blick vom Steinweg auf die Nordstraße, im Hintergrund Wendlands Mühle.
Aufgenommen zwischen 1965 und 1970.

Der Windmüller Wilhelm Wendland hatte ebenfalls im Jahr 1864 beantragt, in Gehrden eine zweite Windmühle bauen zu dürfen.
Nach zwei Bedarfsfeststellungsverfahren erhielt er 1867 von den nunmehr preußischen Behörden die Genehmigung zum Bau einer Windmühle im Gehrdener Nordfeld.
Wendland ließ seine Mühle mit drei Mahlgänge 1872 vermutlich durch die Peiner Mühlenbaufirma Tiedt errichten. Der Standort lag am damaligen Ortsrand von Gehrden zwischen der in Richtung Everloh führenden Nordstraße und der Friedhofsstraße, der späteren Vorwerkstraße. An dieser stand auch das Müllerwohnhaus.
Wendlands Mühle war eine achteckige Turmholländerwindmühle. Der Mühlenturm war aus unbehauenen Bruchsteinen gemauert und von einer hölzernen Galerie umgeben. Die Mühle hatte eine zwiebelförmige Kappe und Jalousieflügel. Zur Windrichtungsnachführung diente eine Windrose. Nach einem Brand im Jahr 1939 hatte die Mühle keine Flügel mehr. Gemahlen wurde fortan mit elektrischem Antrieb.
Im Jahr 1954 brannte die Wendlandsche Mühle aus.
Das stark beschädigte Gebäude diente noch in den 1970er Jahren als Lagerraum.
Kappe und Galerie fehlten. Birken wurzelten in Fugen des Mühlenstumpfs bis hinauf zur Oberkante.
Die Reste der Mühle wurden 1993 abgerissen. Auf dem Grundstück steht inzwischen ein Wohnhaus.